# Juego de patriotas

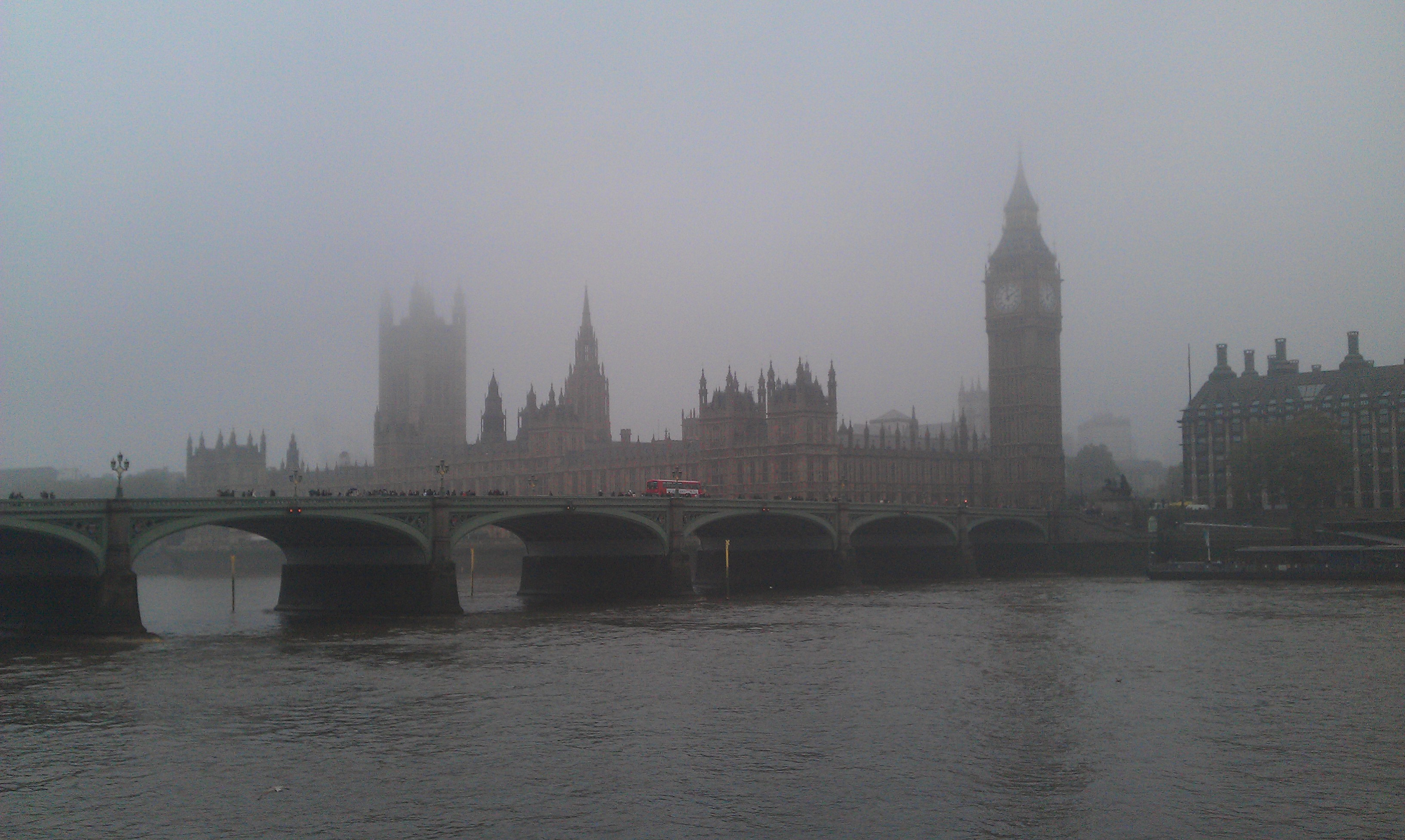
El film tiene su inicio en Londres

Juego de patriotas (título original: Patriot Games) es una película dirigida por Phillip Noyce en 1992, con Harrison Ford en el papel del agente Jack Ryan y Anne Archer como su esposa. Está basada en la novela Juegos de patriotas, de Tom Clancy.

## Argumento
Jack Ryan, ya exagente de la CIA, se encuentra en Londres junto a su esposa Catherine y su hija Sally. Todo transcurre sin problemas, hasta que es testigo presencial de un atentado perpetrado por miembros de un grupúsculo del IRA en contra de Lord William Holmes, miembro de la familia real británica. Jack interviene frustrando el objetivo del atentado y eliminando algunos de los terroristas, entre ellos Paddy Miller. Su hermano Sean Miller es detenido y condenado a prisión. Sin embargo es rescatado por sus compañeros del IRA y reintegrado a su unidad.
A partir de ese instante, Sean busca por todos los medios vengarse de Jack Ryan por la muerte de su hermano, hostigando a él y a su familia y tratando de eliminarlos hasta el punto de casi conseguirlo. Pero Jack hará todo lo que se encuentre a su alcance para proteger a sí mismo, su esposa e hija y acabar con los terroristas. Para ese propósito él vuelve a la CIA y hace todo lo posible al respecto desde allí con la ayuda de los ingleses. Finalmente Ryan los encuentra en un campamento en Libia y son eliminados en una operación militar monitoreada por satélite, de la cual Ryan es testigo.
Sin embargo los terroristas más importantes junto con Sean Miller se fueron antes del suceso del campamento y, mientras todos, incluido Lord William Holmes, se encuentra celebrando en la casa de Ryan, que está cerca del mar, ese grupo, durante esa noche, con la ayuda de un traidor que también ayudó en el atentado contra Lord William Holmes, asalta el lugar. Ryan se da cuenta a tiempo de la presencia del ataque y del traidor antes de que el grupo pueda entrar en su casa y consigue salvar a la mayor parte de las personas evacuándolas del lugar en dirección al mar, cerca de su casa. Finalmente Ryan consigue vencer a los atacantes y matar a Miller en un combate mortal en el mar cerca de su casa.

## Reparto
- Harrison Ford - Jack Ryan
- Anne Archer - Dra. Catherine "Cathy" Ryan
- Patrick Bergin - Kevin O'Donnell
- Sean Bean - Sean Miller
- Thora Birch - Sally Ryan
- James Fox - Lord William Holmes
- Ellen Geer - Mary Pat Foley
- Samuel L. Jackson - Teniente Comandante Robby Jackson
- Polly Walker - Annette
- J. E. Freeman - Marty Cantor
- James Earl Jones - Almirante James Greer
- Richard Harris - Paddy O'Neil
- Alex Norton - Dennis Cooley
- Hugh Fraser - Geoffrey Watkins
- David Threlfall - Inspector Robert Highland
- Alun Armstrong - Sargento Owens

## Producción

### Casting
Los actores que dieron vida a Jack y Caroline Ryan en La caza del Octubre Rojo, Alec Baldwin y Gates McFadden no pudieron repetir. Baldwin estaba haciendo Un tranvia llamado deseo en Broadway. James Earl Jones se convirtió así en el único remanente al repetir su rol como el almirante James Greer en esta película.

### Rodaje
Los numerosos cambios entre la novela y el guion hicieron que el autor Tom Clancy se apartase de la producción. Harrison Ford le pegó a Sean Bean con un garfio de forma accidental mientras rodaban la escena del clímax final; desde entonces Bean tiene una pequeña cicatriz en la cara.

### Música
La banda sonora original fue editada por RCA Records, el compositor James Horner usó como referentes a clásicos como Aram Jachaturián (Adagio from "Gayane" Suite) y Dmitri Shostakóvich (Sinfonía n.º 5, 3º mvt.). La voz femenina que se escucha en algunas partes de la banda sonora es de la cantante irlandesa Maggie Boyle.

## Recepción
La película se estrenó en los Estados Unidos el 5 de junio de 1992. Fue un gran éxito de taquilla y, según Decine21, la película es un thriller apasionante, emocionante, llena de tensión, y por momentos angustiosa.

## Lanzamientos internacionales
| País                                                                          | Fecha de estreno                   |
| ----------------------------------------------------------------------------- | ---------------------------------- |
| Alemania                                                                      | Jueves 22 de octubre de 1992       |
| Argentina                                                                     | Jueves 13 de agosto de 1992        |
| Australia                                                                     | Jueves 13 de agosto de 1992        |
| Austria                                                                       | Viernes 23 de octubre de 1992      |
| Bélgica                                                                       | Miércoles 28 de octubre de 1992    |
| Belice · Costa Rica · El Salvador · Guatemala · Honduras · Nicaragua · Panamá | Viernes 28 de agosto de 1992       |
| Brasil                                                                        | Viernes 18 de septiembre de 1992   |
| Chile                                                                         | Jueves 27 de agosto de 1992        |
| Colombia                                                                      | Jueves 24 de septiembre de 1992    |
| Corea del Sur                                                                 | Sábado 5 de septiembre de 1992     |
| Dinamarca                                                                     | Viernes 23 de octubre de 1992      |
| Ecuador                                                                       | Miércoles 23 de septiembre de 1992 |
| Egipto                                                                        | Lunes 14 de diciembre de 1992      |
| España                                                                        | Viernes 9 de octubre de 1992       |
| Estados Unidos · Canadá                                                       | Viernes 5 de junio de 1992         |
| Filipinas                                                                     | Miércoles 26 de agosto de 1992     |
| Finlandia                                                                     | Viernes 16 de octubre de 1992      |
| Francia                                                                       | Miércoles 21 de octubre de 1992    |

| País                         | Fecha de estreno                  |
| ---------------------------- | --------------------------------- |
| Grecia                       | Viernes 16 de octubre de 1992     |
| Hong Kong                    | Jueves 30 de julio de 1992        |
| Hungría                      | Jueves 22 de octubre de 1992      |
| India                        | Viernes 21 de mayo de 1993        |
| Indonesia                    | Martes 15 de septiembre de 1992   |
| Israel                       | Viernes 9 de octubre de 1992      |
| Italia                       | Viernes 9 de octubre de 1992      |
| Japón                        | Sábado 1 de agosto de 1992        |
| Líbano                       | Viernes 30 de octubre de 1992     |
| Malasia                      | Jueves 1 de octubre de 1992       |
| México                       | Viernes 7 de agosto de 1992       |
| Noruega                      | Jueves 24 de septiembre de 1992   |
| Nueva Zelanda                | Viernes 18 de septiembre de 1992  |
| Países Bajos                 | Jueves 1 de octubre de 1992       |
| Perú                         | Jueves 1 de octubre de 1992       |
| Polonia                      | Viernes 23 de octubre de 1992     |
| Portugal                     | Viernes 9 de octubre de 1992      |
| Reino Unido Irlanda          | Viernes 25 de septiembre de 1992  |
| República Checa · Eslovaquia | Jueves 29 de octubre de 1992      |
| República Dominicana         | Jueves 27 de agosto de 1992       |
| Singapur                     | Jueves 27 de agosto de 1992       |
| Sudáfrica                    | Viernes 28 de agosto de 1992      |
| Suecia                       | Viernes 23 de octubre de 1992     |
| Suiza                        | Viernes 23 de octubre de 1992     |
| Tailandia                    | Sábado 15 de agosto de 1992       |
| Taiwán                       | Sábado 22 de agosto de 1992       |
| Turquía                      | Viernes 30 de octubre de 1992     |
| Uruguay                      | Viernes 14 de agosto de 1992      |
| Venezuela                    | Miércoles 2 de septiembre de 1992 |

## Premios
- Premios ASCAP (1993): Un Premio
- Premios Artista Joven (1993): Una Nominación
- Premios Saturn (2004): Una Nominación